# Televisión en Italia
La televisión en Italia comenzó en 1939, a partir de las primeras emisiones experimentales de televisión realizadas en ese país, aunque no hubo un servicio regular hasta 1954. El país cuenta con múltiples canales nacionales y locales, pero existen dos grupos que dominan el sistema televisivo en Italia: por un lado la Rai − Radiotelevisione italiana, perteneciente al Estado y con carácter público, con los tres canales generalistas Rai 1, Rai 2 y Rai 3, y por el otro Mediaset, fundado por Silvio Berlusconi en la década de 1980, con los canales generalistas Rete 4, Canale 5 y Italia 1. También existen otros tres grupos importantes: Cairo Communication con el canal generalista LA7, Sky Italia con el canal generalista TV8 y con la plataforma de televisión de pago con más abonados de Italia, y Discovery Italia con el canal generalista Nove. La financiación de la televisión pública italiana está repartida entre un canon y publicidad.

## Historia

### Comienzos de la televisión italiana
Los inicios del sistema de televisión se encuentran en la Unione Radiofonica Italiana, un ente público controlado por el régimen dictatorial de Benito Mussolini. Esta compañía comenzó las emisiones experimentales de televisión en 1939, aunque fueron interrumpidas al poco tiempo debido a la Segunda Guerra Mundial. A pesar de los cambios de gobierno y sistema político en Italia, la URI (que pasó a ser RAI en 1944) mantuvo el monopolio. Debido a que el país requería ser reconstruido tras la guerra, el sistema de televisión no se desarrolló hasta la década de 1950, cuando se retomaron las emisiones experimentales.
Las emisiones regulares comenzaron en 1954 con el primer canal de la RAI (Rai Uno), grupo que ostentó el monopolio de las emisiones de televisión hasta 1976. La industrialización de Italia propició el desarrollo de este sistema, que al principio logró implementarse en espacios públicos y los hogares de clase alta. Con el lanzamiento en 1961 de un segundo canal público (Rai Due) y el abaratamiento de los televisores, la televisión logró consolidarse en todo el país. Durante varias décadas los canales públicos tuvieron una fuerte influencia política, a diferencia de otros países europeos. Debido a que la RAI era un monopolio estatal todos los partidos políticos querían contar con presencia en la televisión, por lo que este medio pasó a formar parte del debate político. La venta de publicidad también se realizaba con base a criterios similares.

### Aparición de la televisión local y privada
En la década de 1970 se suceden importantes cambios. El monopolio de la RAI comenzó a tambalearse con la proliferación de emisoras de radio locales e independientes del sistema público, y más tarde de cadenas de televisión. En 1971 se produjo el caso Telebiella, emisora regional de Biella y primera televisión privada de Italia, que supuso la ruptura definitiva del monopolio de la RAI. A partir de entonces se produjo una batalla legal que no se resolvió hasta 1976, cuando la Corte Constitucional aprobó el inicio de emisiones de programas de radio y televisión a nivel local y dio su visto bueno a Telebiella. A partir de entonces comenzaron a surgir diversas televisiones locales que lograron su mayor desarrollo en la década de 1980.
Por otra parte, en 1975 el control de la RAI pasa del Gobierno al Parlamento italiano, así como el nombramiento de directivos y políticas de control. Anunciada como medida para garantizar el pluralismo político, el control de las dos cadenas pasó a estar ejercido por dos corrientes, siendo Rai Uno democristiana y Rai Due socialista. En 1977 se aprobaron las emisiones en color a través del sistema PAL, y en 1979 la RAI inauguró un tercer canal, Rai Tre, dedicado a las emisiones de carácter regional e informativas. Aunque la RAI continuaba siendo el principal dominante del panorama mediático, su influencia comenzó a descender.
El desarrollo de la televisión local supuso asimismo el inicio de las emisiones de televisión comercial. Varias emisoras como Telemilano 58 (actual Canale 5) o Antenna Nord (actual Italia 1) emitían en la práctica una programación nacional en cadena, y eran impulsadas por diversos grupos empresariales. A su vez, surgió en el panorama televisivo la figura de Silvio Berlusconi como presidente de Fininvest. Berlusconi, que dirigía Canale 5, adquirió Italia 1 y Rete 4 a sus dueños (Rusconi y Mondadori), obteniendo el monopolio de las emisiones privadas a nivel nacional. A su vez contaba con Publitalia, empresa encargada de los beneficios de la publicidad. Esta medida fue reprobada en 1984 por el Tribunal de Justicia italiano, que ordenó el cierre de las tres cadenas por violar el monopolio de la RAI. Sin embargo, un decreto de Bettino Craxi, por entonces primer ministro de Italia, sirvió para normalizar las emisiones de Fininvest y paralizar la decisión de la justicia.
A partir de esa fecha, se pasó a un duopolio RAI-Mediaset que revolucionó el panorama televisivo. En el caso de las emisoras privadas, el modelo de televisión de Berlusconi está basado en los preceptos del marketing y el puro entretenimiento, y sus espacios publicitarios de las mismas sirvieron para abrir el mercado a nuevas marcas que no podían anunciarse a través de la RAI. En las emisiones de carácter público, se produjeron nuevos cambios en la composición de las tres cadenas que ya comenzarían a verse a partir de 1980. Así, la RAI dividió de nuevo las parcelas de influencia política: Rai Uno pasaba a estar controlada por los cristiano-demócratas, Rai Due por el socialismo italiano, y Rai Tre por los comunistas. Este sistema perduró hasta 1990.
La televisión privada logró una rápida consolidación en Italia y consiguió calar entre la población, ya que Fininvest aprovechó sus tres canales para diversificar su programación: Canale 5 como generalista, Italia 1 como canal juvenil, y Rete 4 para las mujeres (más tarde, para público adulto). Las audiencias entre RAI y Mediaset pasaron a dividirse, y los beneficios por publicidad se multiplicaron en la televisión privada. Por otro lado, la RAI comenzó a perder la confianza de los espectadores debido a las continuas luchas políticas por su control.

### Sistema actual
En 1990 el Parlamento aprueba un nuevo sistema de televisión por el que se obligaba a las cadenas con licencia a emitir informativos para que esta fuera renovada, comenzando también una competencia en el sistema de noticias. RAI y Fininvest acaparaban más del 90% de la audiencia, mientras que otras emisoras como Telemontecarlo tuvieron un peso poco relevante a pesar de ser también una cadena nacional. Por otra parte, y también debido en parte a la crisis política italiana, la RAI cambió su diversificación política por una diversificación en programas y contenidos para cada canal.
Tras la crisis política producida por el proceso Manos Limpias que terminó con los partidos tradicionales, Silvio Berlusconi anunció su intención de postular a la presidencia de Italia bajo un nuevo partido, Forza Italia. La nueva formación consiguió una rápida aceptación popular, y en ello jugaron un papel importante los canales de Fininvest. A partir de ese momento la televisión privada pasó a ser duramente criticada por diversos sectores de la sociedad civil, al igual que Berlusconi hizo lo propio con la televisión pública en años posteriores.
Una nueva ley de 1996 liberalizó el sector de las telecomunicaciones, y reguló el sistema de televisión por cable y satélite. Desde 1999 existe una polémica referente a la situación legal de una de las emisoras de Mediaset, Rete 4, y el papel del gobierno de Silvio Berlusconi al respecto. La frecuencia analógica de Rete 4 pasaría a ser ocupada de forma legal por otro canal llamado Europa 7, con el fin de romper el duopolio, para el año 2001. Sin embargo, dicho canal no salió al aire porque Rete 4 continuó emitiendo a pesar de un dictamen de la Corte Constitucional en su contra, y desde 2003 la situación de Europa 7 quedó paralizada por la aplicación de la Ley Gasparri. En 2001 surgió un nuevo canal, propiedad de Telecom Italia, sobre las bases de Telemontecarlo conocido como La7. 
Años más tarde se aprobó el sistema de televisión digital terrestre, por el que surgirían nuevas cadenas de televisión y se establecerían también diferencias entre televisión en abierto y servicios de pago. El apagón analógico estuvo previsto en principio para 2008, si bien ha habido numerosos retrasos en su aplicación gradual.

## Televisión digital terrestre
La televisión digital terrestre contó con una rápida expansión en Italia por parte de las tres principales redes de televisión (RAI, Mediaset y Telecom Italia). El formato elegido para las emisiones es el DVB-T. Aunque el apagón analógico estuvo previsto en un principio para el 31 de diciembre de 2006, fue retrasado varias veces. Tras no cumplirse la fecha límite de 2008, volvió a demorarse para finales de 2012 como fecha límite. La primera región que emite solo en digital es Cerdeña, desde el 31 de octubre de 2008.
El gobierno de Silvio Berlusconi promovió, en el año 2003, la difusión de la TDT mediante la subvención de decodificadores digitales con MHP. El sistema digital italiano cuenta con una oferta gratuita y canales de pago. A partir de 2005 las privadas Mediaset y Telecom Italia comenzaron a ofrecer PPV a través de una tarjeta prepago, por la que se podían acceder a eventos deportivos y cine de estreno.
La RAI comenzó a emitir, de forma experimental, en alta definición con motivo de los Juegos Olímpicos de Turín 2006. Varios eventos de esos juegos y las galas de apertura y clausura fueron emitidos usando una señal 1080i codificada en H264, y la señal solo pudo ser captada por unos pocos decodificadores para el área de Turín. Poco después continuó ofreciendo otros eventos, como la Eurocopa 2008 o los Juegos Olímpicos de Pekín 2008, en determinadas zonas a través de Rai Test HD.

## Cable y satélite
La televisión por cable no estuvo regulada hasta la década de 1970. En 1971 surgió el primer canal de televisión privado local, conocido como Telebiella con sede en Biella. En 1975 la Corte Constitucional solucionó el problema, autorizando las emisiones de Telebiella y permitiendo la emisión por cable con limitaciones: en cada ciudad solo podía haber un sistema de cable y un solo canal local. La televisión por cable no se liberalizó hasta la década de 1990, cuando Telecom Italia (Alice) y Fastweb comenzaron a desarrollar sistemas de emisión por cable e IPTV.
Las plataformas de televisión digital por satélite no se desarrollaron hasta la década de 1990. En 1997 surgieron dos plataformas, conocidas como Tele+ y Stream TV, que terminarían fusionándose en una sola: Sky Italia, propiedad de Rupert Murdoch. La plataforma SKY emite a través del satélite Hotbird, y cuenta con emisiones en alta definición entre otros servicios. Por otra parte, se ha anunciado para junio de 2009 la puesta en marcha de Tivu, un servicio de satélite gratuito que cuenta en su accionariado con RAI, Mediaset y Telecom Italia. SKY cuenta con más de 4 millones de abonados.

## Plataformas de pago
| Plataforma | Propietario | Abonados  | Transmission |
| ---------- | ----------- | --------- | ------------ |
| Sky Italia | Comcast     | 4,900,000 | DTH; IPTV    |

## Audiencias
Los canales con más audiencia en Italia son los pertenecientes a la RAI, aunque la competencia con las emisoras de Mediaset la llevan a una situación de empate técnico. En términos de cuota, se encuentra un duopolio virtual entre los dos grupos por el que se reparten un porcentaje del 65-70%. Las principales competidoras por el liderazgo son Rai 1 y Canale 5, que se reparten aproximadamente un 30% de cuota. En un segundo grupo estarían Rai 2, Italia 1 y Rai 3, con un 18% entre las tres, y en un tercero Rete 4 y La 7, con un 7.5% entre las dos. La octava cadena en audiencias es Tv8, perteneciente a Sky Italia, que no supera el 4% de cuota de pantalla. La empresa encargada de recoger las audiencias de televisión es Auditel.
| Posición | Canal         | Lanzamiento | Editor         | 2018  | 2019  |
| -------- | ------------- | ----------- | -------------- | ----- | ----- |
| 1        | Rai 1         | 1954        | RAI            | 16.70 | 16.28 |
| 2        | Canale 5      | 1980        | Mediaset       | 15.42 | 15.47 |
| 3        | Rai 3         | 1979        | RAI            | 6.69  | 6.77  |
| 4        | Rai 2         | 1961        | RAI            | 5.80  | 5.58  |
| 5        | Italia 1      | 1982        | Mediaset       | 5.00  | 4.83  |
| 6        | Rete 4        | 1982        | Mediaset       | 3.82  | 3.93  |
| 7        | Otras cadenas | ninguno     | otros editores | 7.43  | 7.21  |
| 8        | La7           | 2001        | Cairo Editore  | 3.66  | 3.66  |
| 9        | TV8           | 2006        | Sky Italia     | 2.02  | 2.21  |